# Ishkashim (huyện)
Ishkashim là một huyện thuộc tỉnh Badakhshan, Afghanistan. Dân số thời điểm năm 1999 là 10,467 người.